# Brot, Liebe und Fantasie
Brot, Liebe und Fantasie (Laut Vorspann der deutschen Fassung: Liebe, Brot und Fantasie) ist ein italienischer Spielfilm aus dem Jahre 1953 von Luigi Comencini mit Vittorio de Sica und Gina Lollobrigida in den Hauptrollen. Für die Geschichte, die den fließenden Übergang von der filmischen Neorealismus-Tragik der ersten Nachkriegsjahre zur „Commedia all'italiana“ der 1950er Jahre exemplarisch verkörpert, erhielt Ettore M. Margadonna 1955 eine Oscar-Nominierung.
Im Jahr 2008 wurde die preisgekrönte romantische Komödie auf die offizielle, vom italienischen Kulturministerium gebilligte Liste „100 erhaltenswerte italienische Filme“ aufgenommen. Die 100 ausgewählten Filme entstanden zwischen 1942 und 1978 und haben das kollektive Gedächtnis Italiens maßgeblich geprägt.

## Handlung
Der aus Sorrent, südlich von Neapel, stammende Carabiniere Antonio Carotenuto wird aus der städtisch geprägten Romagna in die ländlichen Abruzzen versetzt. In dem 700-Einwohner-Bergdorf Sagliena soll der Maresciallo maggiore (etwa: Regimentsfeldwebel oder Polizeihauptmeister mit Amtszulage) mindestens vier Jahre lang den örtlichen Polizeiposten mit fünf ihm untergebenen Beamten kommandieren. Carotenuto empfindet seine Abordnung in die tiefste Provinz als doppelte Bürde, da er mit Anfang 50 immer noch alleinstehend ist und sich einsam fühlt.
Kaum in dem rückständigen Flecken angekommen, fallen ihm mehrere zerstörte Gebäude auf, die teils einem der regelmäßigen Erdbeben zum Opfer fielen, teils aber auch den Bombardierungen im Zweiten Weltkrieg, und die rund zehn Jahre nach Kriegsende immer noch nicht wieder aufgebaut worden sind. Die Menschen im Ort sind arm und genügsam, meistern ihr Los aber mit Humor und einer gewissen Schlitzohrigkeit. Der Neuankömmling wird von den Dorfbewohnern beobachtet, einer bedient sich dabei sogar eines Fernrohrs, um über jeden Schritt des galanten Maresciallos informiert zu sein. Der dreht unterdessen, auf einem klapprigen Fahrrad mit Hilfsmotor, unverdrossen seine Streifenrunden.
In dem schmucken, alleinstehenden Carotenuto erkennen die Dorfbewohner, nicht zu Unrecht, einen Frauenherzen brechenden Grandseigneur der „alten Schule“. In Sagliena ist man jedoch stockkonservativ, schon harmlose Gesten können als Verstoß gegen die „guten Sitten“ verstanden werden. Das hält einige Männer des Dorfes allerdings nicht davon ab, der schönen Maria, von allen nur die La Bersagliera („Die Schützin“) genannt, ganz offen nachzustellen. Das Mädchen stammt aus der ärmsten Familie des Ortes, erwehrt sich aber aller Anfeindungen mit trotzigem Selbstbewusstsein. Darum gilt sie erst recht als sexuell freizügig. In Wahrheit ist Marias Benehmen in dieser Hinsicht aber „untadelig“. Allerdings versucht die Bersagliera, mit der ein oder anderen „krummen Tour“ das Einkommen ihrer alleinerziehenden Mutter und ihrer diversen jüngeren Geschwistern aufzubessern. Trotzdem besitzt Maria nur ein abgerissenes Alltagskleid und geht meist barfuß; der einzige nennenswerte Besitz der Familie der Esel Barrò, mit dessen Hilfe Maria von ihr im Wald gesammeltes Holz als Brennmaterial verkauft. Um all das weiß auch der Ortspfarrer, Don Emidio, der Maria gelegentlich mit einer Geldspende aushalf und ansonsten ihren Ruf verteidigt.
Schon bald weckt die Hebamme Annarella das erotische Interesse des sich auf Brautschau befindlichen Maresciallos. Annarella ist eine gestandene Frau, wie Carotenuto ortsfremd und dem Werben des Maresciallos nicht abgeneigt. Als Carotenuto jedoch erfährt, dass seine Auserwählte regelmäßig für einige Tage nach Rom fährt, ohne dass jemand den Grund dafür kennen würde, vermutet er dahinter eine heimliche Liebesaffäre und wendet sich von ihr ab.
Stattdessen wirft er ein Auge auf die wesentlich jüngere Bersagliera. Er fühlt sich durch deren kesses Verhalten ermutigt und ahnt nicht, dass das kaum 20-jährige Mädchen noch einen anderen, ernsthaften Verehrer hat: Pietro Stelluti ist ein Carabiniere a piede, non affermato; er leistet demnach seinen Wehrdienst als ein „nicht (als Beamter) bestätigter Karabinier zu Fuß“. Der junge Mann ist über beide Ohren in Maria verliebt, traut sich aber nicht, ihr seine Gefühle zu offenbaren. Zum einen, weil er extrem schüchtern ist, zum anderen, weil er bei Bekanntwerden eines Liebesverhältnisses für den Rest seiner Militärzeit, also noch etwa 20 Monate, an einen weit entfernten Ort versetzt werden würde. Umgekehrt ist Maria auch in Pietro verliebt, wertet aber dessen scheues Verhalten als Desinteresse und behandelt ihn bald besonders schroff.
Am Ende geht alles dann ganz schnell und Herz findet zu Herz: Pietro gesteht Maria seine Liebe, während Maresciallo Carotenuto sich erneut Annarella zuwendet. Jetzt erfährt er, dass die Hebamme einen unehelichen Sohn hat, den sie auf einem Internat in Rom vor dem Gerede der Dörfler verbirgt. Für Carotenuto ist das kein Hindernis für eine Verlobung. Und so posieren beide, während des Festes zu Ehren des Heiligen Antonius von Padua, und vor den verdutzten Dörflern, als glückliches Paar auf Annarellas Balkon.

## Produktionsnotizen
Die Dreharbeiten zu Brot, Liebe und Fantasie fanden im Sommer 1953 im Castel San Pietro Romano statt. Uraufführung war am 22. Dezember 1953, die Deutschlandpremiere fand am 19. August 1954 statt. Die deutsche Fernsehpremiere war am 14. September 1968 im ZDF.
Gastone Medin gestaltete die Filmbauten, Ugo Pericoli die Kostüme. Armando Nannuzzi war Kameraassistent und einfacher Kameramann.
Es folgten vier Fortsetzungen, davon drei mit Vittorio De Sica in der männlichen Hauptrolle: Liebe, Brot und Eifersucht (1954, ebenfalls mit Gina Lollobrigida) und Liebe, Brot und tausend Küsse (1955 diesmal mit Sophia Loren in der weiblichen Hauptrolle) sowie Pane, Amore e Andalucia (1958 mit Carmen Sevilla in der weiblichen Hauptrolle).
Im letzten Teil, Tuppe tuppe, Marescià! (1958), ist De Sica nur für einen kurzen Moment zu sehen, in Gestalt eines Wandfotos. De Sicas bisherige Rolle als liebeskranker Polizist übernahm hier Roberto Risso, erneut in der Rolle des, inzwischen zum Maresciallo beförderten, Carabiniere Pietro Stelluti.

## Auszeichnungen und Nominierungen
- 1954: Berlinale; Silberner Bär für Luigi Comencini[2]
- 1954: Nastro d’Argento für Gina Lollobrigida als  Beste Hauptdarstellerin[3]

- 1954 nominiert für den New York Film Critics Circle Award, Kategorie Bester fremdsprachiger Film[2]
- 1955: Nominierung von Ettore Maria Margadonna, in der Kategorie Beste Originalgeschichte[4]
- 1955 Nominierung von Gina Lollobrigida für den British Academy Film Award der Kategorie Beste Hauptdarstellerin[3]

## Kritiken
Im Spiegel konnte man lesen: „Dörfliche Abruzzen-Komödie, voll südlichheftiger Erotik, milderer Sozialkritik und gutartiger Poesie. Als zerlumpte Heldin und als Partnerin Vittorio de Sicas weist Gina Lollobrigida gegen alle Skepsis nach, daß sie eine Schauspielerin ist, im Tragischen und Komischen gleich hoch begabt.“
Die Zeit befand kurz und bündig: „Als ein bezauberndes Nichts, harmlos, voll Charme und Witz, ist die italienische Filmkomödie „Liebe, Brot und Phantasie“, ein Unterhaltungsfilm bester Qualität, der bis heute Besucherströme anzieht. De Sica als Mareschallo und Gina Lollobrigida als kratzbürstige Dorfschöne entzücken als Darsteller.“
Das Lexikon des Internationalen Films befand: „Fröhlich bewegte Liebesgeschichte aus dem Alltag eines italienischen Bergdorfes. (…) Mit den Mitteln des Neorealismus entwirft der Film das frische und menschliche Bild eines Volkes, in dem Fröhlichkeit und Melancholie, Leidenschaft und Ritterlichkeit, Boshaftigkeit und Güte, Aberglaube und echte Religiosität dicht nebeneinander wohnen.“

## Trivia
Im Laufe der Handlung präsentieren sich die Carabinieri in einer verwirrend erscheinenden Anzahl verschiedener Uniformen, treten dabei aber stets einheitlich gekleidet auf: Unter der Woche versehen sie ihren Dienst in bequem geschnittenen Khaki-Uniformen, sonntags legen sie eine elegante, enge schwarze Uniform an, jeweils mit Schirmmütze in gleicher Farbe. Auf dem Fahrrad trägt Maresciallo Carotenuto zur Sonntagsuniform schwarzlederne Stiefelgamaschen, zur Alltagsuniform indes nur Halbschuhe. Anlässlich des Festtags des Ortsheiligen erscheinen die Carabinieri in schwarzer Gala, mit zweireihigem Rock, Epauletten, stutzgeschmücktem Dreispitz und Säbel. Die unterhalb des niedersten Unteroffiziersdienstgrades Vicebrigadiere rangierenden Mannschaftsränge tragen dazu stets ein weißes Bandelier, das von der linken Schulter zur rechten Hüfte reicht.